# 迫水氏
迫水氏（さこみずし）は、日本の氏族の一つで、島津氏の支族。
島津奥州家9代当主・島津忠国の五男で桜島赤水村を領した島津忠経よりはじまる。忠経は「伊予守」を称していたことから予州家とも呼ばれた。

## 概要
忠経の跡は子島津忠光・孫島津安久と継承され、安久の子・島津忠友の系統が後に迫水氏と名を改め、同じく子の久張は吉満氏を称した。
偏諱は、正徳年間以降より嫡流にのみ「久」の字が許され、庶流以下は「経」の字とされた。また迫水の姓は、直別支流であることから、士分以下や他家の奉公人は称することが許されず、名乗っていたものは改姓を命じられた。
末裔には、いわゆる「玉音放送」を起草した人物の一人として知られる迫水久常がいる。